# Genki Imamura
Genki Imamura (jap. 今村元気 Imamura Genki, ur. 17 marca 1982 w Chiba) - były japoński pływak, specjalizujący się głównie w stylu klasycznym.
Brązowy medalista mistrzostw świata z Montrealu na 200 m stylem klasycznym. Brązowy medalista Uniwersjady z Izmiru na tym samym dystansie. Srebrny medalista Igrzysk Azji Wschodniej z Makau na 400 m stylem zmiennym.
Uczestnik Igrzysk Olimpijskich w Atenach (11. miejsce na 200 m stylem klasycznym).